# Жуков, Станислав (гандболист)
Станислав Жуков (укр. Станіслав Жуков, род. 26 марта 1992 года, Нововолынск, Украина) — украинский гандболист, левый полусредний сборной Украины.

## Карьера
В 8 лет пошел заниматься гандболом в ДЮСШ в Нововолынске. Профессионально начал карьеру в броварском «Будивельнике» в 2010 году. В 2011 перешел в запорожский «Мотор», где провел два сезона. Сезон 2013/14 Станислав играл за ЗНТУ-ЗАС, а затем снова продолжил карьеру в «Моторе» вплоть до перехода в немецкий «Гуммерсбах» в 2017 году. Проведя два сезона в Бундеслиге, игрок вернулся в «Мотор».
В 2020 году Станислав стал игроком команды ЦСКА.

## Достижения
- Чемпион Украины — 2013, 2015, 2016, 2017, 2019, 2020